# 亀山発電所
亀山発電所（かめやまはつでんしょ）は広島県安佐郡亀山村大字今井田字長尾（現広島市安佐北区）にあった、明治末から昭和にかけて稼働していた水力発電所。明治45年（1912年）7月8日より送電を開始した太田川水系における最初の大規模水力発電所であり、太田川本流での最初の水力発電所であった。

## 概要
日本における電気事業は明治20年（1887年）に東京電燈株式会社により始まった。広島では明治22年（1889年）に広島電灯が設立され、明治27年に旧市内大手町に初の出力30キロワットの火力発電所が竣工した。当時の電気の利用は、旧市内の経済的に余裕のある中流以上の家庭で、用途も照明に限られていた。その後電力需要の増大に対処するため広島太田川電力株式会社が設立され、明治43年（1910年）10月に着工、明治45年（1912年）6月に竣工し、7月より送電を開始した。　出力は2100キロワットで、当時の広島の電力の総需要を充たし、それまで稼働していた火力発電所は停止された。
太田川水系での最初の水力発電は、明治35年（1902年）に山県郡加計町の先覚者、河野求馬、猪原良右衛門らによる太田川支流の丁川（よおろがわ）で始めたもので出力は5キロワットであった。
亀山発電所が出来るまでは旧郡部では前述の明治35年の加計町を除いては電灯の利用は無く、利用のあった旧市内でも各家庭に１灯の利用であったが、この発電所の稼働に伴い、電気料金は約15%値下げされ、より広域に電力供給され、電力の用途もそれまでの照明用に加え動力用の利用も始まった。広島で広島電気軌道により路面電車が開業したのは亀山発電所での発電開始から4ヶ月後の同年11月であった。太田川水系以外の広島近郊では明治32年（1899年）に黒瀬川に広発電所（750キロワット）、明治40年（1907年）八幡川に河内発電所（200キロワット）が開業していた。
発電所の設置場所は太田川の中流域にあたり、広島市中心部から直線距離で約12キロの地点で、太田川が大きくいくどもW字の如く蛇行している。当発電所は、水路式発電所で、W字の起点部分にあたる数キロ上流に水流を斜めに仕切る堰を設け取水口を設置し、全長2670メートル（内トンネル380メートル）の水路により発電所へ水を供給した。発電所には3組の水車（タービン）と発電機が設置され出力2100キロワット後に2400キロワットの電力を供給した。
発電開始から60年間、度重なる洪水による被害や渇水による出力低下などを乗り越え稼働してきたが、昭和47年（1972）の大水害（昭和47年7月豪雨）を契機に老朽化した発電所の操業は翌年3月に停止した。その後、建物は太田川漁業協同組合事務所として使用された。
2024年（令和6年）1月26日、隣接する県道の拡張工事に伴い、建物が解体・撤去されることが正式に決定した。

## 歴史

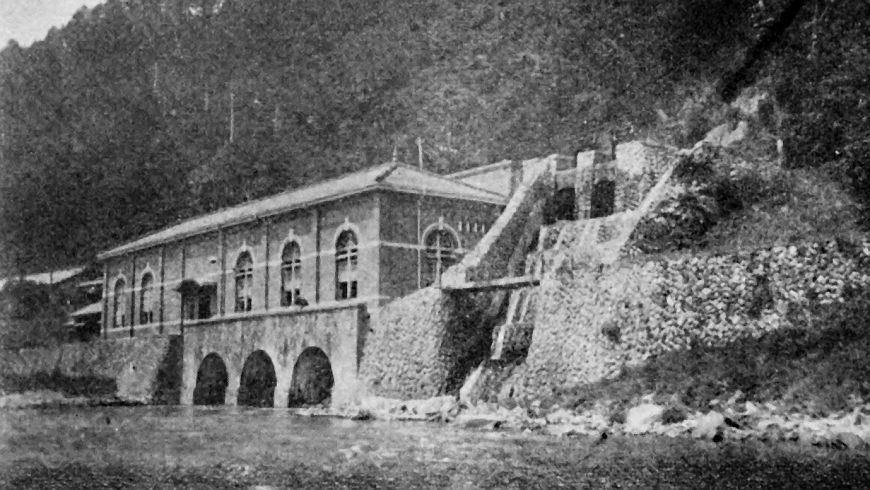
戦前の亀山発電所

亀山発電所は1912年の竣工より60年間発電し、1972年に停止したが建屋は1世紀たった今も利用されている。
- 明治39年（1906年）7月　太田川電力株式会社が河川使用許可を出願する。11月認可
- 明治40年（1907年）7月　太田川電力が株式公募不振により解散。
- 明治40年（1907年）12月　太田川電力が河川使用許可を広島電灯へ譲渡
- 明治43年（1910年）10月　着工
- 明治44年（1911年）1月　導水トンネル内で死亡事故発生
- 明治45年（1912年）6月　第一工区堰堤が増水により決壊
- 明治45年（1912年）6月　竣工
- 明治45年（1912年）7月　発電開始
- 194?年　戦後、所有権が中国電力に変更
- 昭和48年（1973年）3月　施設老朽化、太田川の不安定な流量、採算悪化などから発電停止、発電所建屋のほか上部水槽（除塵池）、導水トンネルほか導水路や制水門などは残っているが、上流の川を斜めに仕切る第一工区堰堤は爆破除去された。

同発電所は、幾度も水害にあっており、操業開始後8年目の大正8年7月には床上2.5メートル以上浸水し、昭和18年には7月に2メートル、9月には最大の3.5メートル以上の浸水があった。建屋の正面の壁に8回の洪水の水位が記録されている。同発電所の廃止の理由の一つとなった昭和47年7月の洪水の水位は約2.5メートルであった。発電所の建屋は平時の太田川の川面より数メートル上にあるので、最大の洪水であった昭和18年9月には川は10メートル近く増水した事になる。

## 亀山発電所の仕様
以下「広島電気沿革史」広島電気KK、昭9刊より。
- 上流流域　68平方里（1049平方キロ）
- 利用水量　1000立方尺（28立方メートル）[8]
- 有効落差　44尺8寸（13.57メートル）
- 水路延長　1554間5分（2.82キロメートル）[9]
- 水車　フランシス水車 3基[7]
- 水車軸における馬力　3120馬力
- 発電機　700キロワット x 3基　ウエスチングハウス製
- 発電容量　2100キロワット
- 特別高電圧線路延長　6287間（11.4キロメートル）
- 施工　西本組 (和歌山県 - 現三井住友建設)[7]

## 建築
建物はレンガによる組積造で、屋根は瓦葺となっておりハト小屋も設けられている。窓は縦長で上部はアーチになっている。腰壁は高く窓は小さくなっているが、水害が多かったためとみられる。